# Enine
Enine (Туман — корякский, Йинайин) — инструментальная группа, название которой дала легенда о реке, протекающей среди диких и пустынных пространств Камчатки.
Команда основана в 2016 году во Владимире (Россия) и играет в жанре прогрессивного рока с заметной этнической составляющей. Музыка группы охватывает территорию от Жан-Мишель Жарра и Клауса Шульце до Genesis с вплетением в прог-рок народной музыки Севера России. Слышны также влияния Camel классического периода, Pink Floyd и неопрога а-ля Marillion. Символом группы, определяющим её фирменное звучание, является шаманский бубен ручной работы, сделанный на Камчатке.

## История
У истоков группы Enine стояли участники прог-рок-группы Algabas — гитарист Владимир Михайлов и клавишник Илья Фролов. Спустя два года после выхода на MALS Records альбома Algabas «Ангелы и демоны» Михайлов и Фролов организуют свой проект. Вскоре к ним присоединяются барабанщик Владимир Никонов, который играл во многих владимирских группах — Messmakers, R.O.L. Mixers и уроженец Камчатки перкуссионист и басист Владимир Косыгин.
Вместе музыканты подготовили необычную программу — прог-роковое сопровождение к классике немого кино начала прошлого века. Впервые команда представила свои композиции 22 октября 2016 года в Санкт-Петербурге на совместном концерте с питерской группой Roz Vitalis. По итогам выступления 22 марта 2017 года Enine выпускает концертный альбом «Live in Saint Petersburg» с бонусом в виде пока единственной песни в активе коллектива «Lost Seabird». Здесь звучит флейта нового участника коллектива Станислава Трегубова и присутствует женский вокализ Анастасии Михайловой, дочери гитариста. После работы в студии Станислав Трегубов присоединяется к команде на постоянной основе.
16 января 2017 года песня «Lost Seabird» впервые прозвучала на Своем радио в программе «День тяжёлый».
5 июня 2017 года группа Enine преступила к записи полноценного альбома на владимирской студии звукозаписи Medium, где ранее записывалась песня «Lost Seabird». Звукорежиссёром выступил владелец студии Евгений Переседов. В том же месяце, ненадолго прервав запись, группа принимает участие в прог-роковом фестивале [Babooinumfest] 3, состоявшемся 9 и 10 июня в Санкт-Петербурге на сцене культурного центра «Сердце».
А уже 30 сентября 2017 года Питерский «Babooinumfest» впервые прошел во Владимире. Его соорганизатором и участником стала группа Enine.
В том же году вышел EP группы [OT&DO] «Parksound», в записи которого принял участие Владимир Михайлов. В свою очередь, выпущенный в 2017 году альбом «For The Light» совместного проекта Владимира Михайлова и лидера группы из Санкт-Петербурга Roz Vitals Ивана Розмаинского (ROZMAINSKY & MIKHAYLOV PROJECT) попал в ТОП-25 российских альбомов 2017 года по версии сайта SOYUZ MUSIC.
После участия в Babooinumfest-5, состоявшемся 4 ноября 2017 года в Санкт-Петербурге, музыканты Enine смогли завершить запись своего дебютного альбома. Работа была издана 23 февраля 2018 года. Альбом, названный «The Great Silent» и выпущенный издательством ArtBeat Music, содержит инструментальную рок-музыку, визуализированную как саундтрек к классическим немым фильмам, таким как «Метрополис» (1927), «Франкенштейн» (1910), «Кабинет доктора Калигари» (1920) и «Носферату» (1922). Центральной композицией стал 17-минтуный трек «Nosferatu (The Great Vampire)», в котором есть отголоски североазиатского фолка. Сразу после выхода альбома команду покидает Станислав Трегубов.
Презентация альбома состоялась 25 марта в Москве в магазине «ДОМ КУЛЬТУРЫ» и 22 апреля во Владимире. Летом 2018 года Владимир Косыгин возвращается на Камчатку в родную Палану, но эпизодически продолжает участвовать в деятельности группы во время визитов во Владимир.
Владимир Никонов переключается на бас-гитару, а за ударные садится Юрий Гройсер (ROZMAINSKY & MIKHAYLOV PROJECT). В таком составе Enine записывают две композиции «Kanda (Power of Being)» и «Ayvel (The Curse of the Water Spirit)». На концерте 30 сентября 2018 года группа выходит на сцену вместе с Евгением Хроминым, который устраивает пантомиму в ходе выступления команды. С тех пор Евгений стал неотъемлемой частью сценических перфомансов группы и регулярно участвует в концертах Enine.
В начале 2019 года Юрия Гройсера сменяет Александр Дятлов из владимирской глэм-рок-группы Bosphorus Night. Приглашенный помочь с записью композиции «Between two worlds (Light and Shadow)» Александр настолько впечатлялся материалом, что стал штатным ударником Enine. Его концертный дебют в группе состоялся 23 марта во Владимире. На этом концерте на сцене с группой уже стояла новая перкуссионистка Дарья Нигавора, которой доверили талисман группы — шаманский бубен.
Новые композиции, в которых слышится ещё больше этнических мотивов группа представила 15 июня 2019 года на концерте в Санкт-Петербурге в клубе «The Place». А 28-29 сентября 2019 года группа выступила соорганизатором и стала участником фестиваля «Versus», который прошёл во Владимире в областном доме работников искусств.
23 декабря 2019 года Enine выпустили сингл «Forgotten Trail (I Don’t Think I’ll Be Back Here Again)». На нем звучат лишь гитара Владимира Михайлова и клавиши Владимира Косыгина.
А уже в начале 2020 года группа выпускает первый музыкальный клип на композицию «Enine (Shaman’s Dream)», за которым последовал одноимённый максисингл. Он включает в себя сингл-версию композиции «Enine (Shaman’s Dream)», где к традиционной перкуссии группа добавила африканские барабаны — дундуны, а с вокалом Владимиру Косыгину помог коллега из Bosphorus Night — Love Hurts. Второй композицией максисингла стала «Between two worlds (Light and Shadow)». В её записи среди прочих приняли участие: солист группы «Хартыга» Начын Чөреве (горловое пение), Анастасия Михайлова (вокализ) и испанский гитарист Ángel Ontalva.
Летом 2021 года группа подписала контракт с Mylodon Records и выпустила свой второй студийный альбом — Spiritus Natura.

## Состав
- Владимир Михайлов — гитара (c 2016)
- Илья Фролов — клавиши (c 2016)
- Владимир Никонов — бас-гитара, варган (c 2016)
- Александр Дятлов — ударные (c 2019)

Бывшие участники:
- Владимир Косыгин — вокал, бас-гитара, гитара, клавишные (2016—2019)
- Станислав Трегубов — флейта, джембе (2017—2018)
- Юрий Гройсер — ударные (2018—2019)
- Евгений Хромин — перфоманс (2018—2020)
- Дарья Нигавора — перкуссия (2019—2020)

## Дискография
Студийные альбомы
- 2018 — The Great Silent (Art-Beat Music)
- 2021 — Spiritus Natura (Mylodon Records)

Концертные альбомы
- 2017 — Live in Saint Petersburg

Синглы
- 2017 — Lost Seabird
- 2019 — Forgotten Trail (I Don’t Think I’ll Be Back Here Again)
- 2020 — Shaman’s Dream
- 2020 — Moonmadness (Dance of the Spirit)
- 2020 — Kanda (Power of Being) (Radio Edit)
- 2020 — Lost Seabird (single version)